# Engelsød-ordenen
Engelsød-ordenen (Polypodiales) er en orden, der rummer mange af de kendte bregner. Her nævnes kun familier, som er repræsenteret ved arter, som dyrkes eller vokser vildt i Danmark.
| Familier |

- Radeløv-familien (Aspleniaceae)
- Kambregne-familien (Blechnaceae)
- Ørnebregne-familien (Dennstaedtiaceae)
- Mangeløv-familien (Dryopteridaceae)
- Hindebregne-familien (Hymenophyllaceae)
- Kongebregne-familien (Osmundaceae)
- Engelsød-familien (Polypodiaceae)
- Venushår-familien (Pteridaceae)
- Dunbregne-familien (Thelypteridaceae)
- Frynsebregne-familien (Woodsiaceae)

Opdelingen følger ITIS Arkiveret 27. august 2009 hos  Wayback Machine. Flere familier under Engelsød-ordenen var tidligere placeret i separate ordner:
- Radeløv-ordenen (Aspleniales) var en monotypisk orden for Radeløv-familien (Aspleniaceae)
- Ørnebregne-ordenen (Dennstaedtiales) var en monotypisk orden for Ørnebregne-familien (Dennstaedtiaceae)
- Træbregne-ordenen (Cyatheales) omfattede Træbregne-familien (Cyatheaceae) samt Cibotiaceae og Dicksoniaceae
- Mangeløv-ordenen (Dryopteridales) omfattede Mangeløv-familien (Dryopteridaceae) og Tungebregne-familien (Elaphoglossaceae)

Nogle familiers slægter er nu inkluderet i andre familier:
- Fjerbregne-familien (Woodsiaceae) – alle slægter henregnes nu til Mangeløv-familien

## Den danske rødliste
Fem arter i Engelsød-ordenen er sårbare, truet eller kritisk truet på den danske rødliste. Det er Kalk radeløv (sårbar), Hjortetunge	(truet), Rundfinnet radeløv (truet), Nordisk radeløv (kritisk truet) og Almindelig skjoldbregne (kritisk truet).